# Lenta.ru
Lenta.ru (russisch Лента.Ру; stilisiert als LƐNTA·RU) ist eine Moskauer Onlinezeitung in russischer Sprache, die im Eigentum der Afisha.Rambler.SUP bzw. deren Eigentümerin Interros steht. Lenta.ru hat rund 600.000 tägliche Besucher und ist damit eine der populärsten russischsprachigen Internetseiten.

## Geschichte
Laut einer 2010 durchgeführten Studie des Berkman Center 2010 ist Lenta.ru eine der meistzitierten Nachrichtenquelle in der russischen Blogosphäre.
2013 wurden SUP Media und Rambler-Afisha zu Afisha.Rambler.SUP fusioniert.
Die Aufsichtsbehörde Roskomnadsor kritisierte am 12. März 2014 „extremistisches Material“, das in diesem Falle aus einem Interview mit Andrei Tarasenko bestand, einem Koordinator des Rechten Sektors während des Euromaidan, respektive einem auf jener Seite existierenden Link auf eine möglicherweise gefälschte Seite. Am gleichen 12. März 2014 entließ der Eigentümer Alexander Mamut die langjährige Chefredakteurin Galina Timtschenko und ersetzte sie durch Alexei Goreslawski. Zusätzlich verloren 39 von insgesamt 84 Angestellten, darunter Generaldirektorin Julija Minder ihre Arbeitsplätze. Unter den Entlassenen befanden sich 32 schreibende Journalisten, alle fünf Fotografen und sechs Verwaltungsangestellte. Mitarbeiter des Mediums veröffentlichten in Folge eine Protestbotschaft, in der sie den Eigentümer beschuldigten, einen direkt von der Regierung kontrollierten Chefredakteur eingesetzt zu haben, um die Website in ein Propagandamedium zu verwandeln; binnen eines Monats hatten mindestens 58 Angestellte gekündigt, darunter fast der gesamte Newsdesk. Dunja Mijatović, Beauftragte der OSZE für Medienfreiheit, bezeichnete den Personalaustausch als eine Manifestation von Zensur. Timtschenko gründete nach ihrer Entlassung in Lettland die Onlinezeitung Meduza.

## Leitung
- Generaldirektor: Andrey Solomennik[13]
- Chefredakteur: Alexei Goreslawski
- Programmleiter: Maxim Moschkow[14] (bis 2009)[15]